# Мост Теодора Хойса (Дюссельдорф)
Мост им. Теодора Хойса (нем. Theodor-Heuss-Brücke ) — автодорожный вантовый мост через Рейн в городе Дюссельдорф (Германия, федеральная земля Северный Рейн-Вестфалия). Мост соединяет районы Дюссельдорфа Гольцхайм и Нидеркассель. По мосту проходит федеральная автодорога B7. Первый вантовый мост, построенный в Германии. 
Выше по течению находится Оберкассельский мост, ниже — мост у аэропорта.

## Название
На момент открытия это был самый северный из дюссельдорфских мостов, поэтому он получил название Северный мост (нем. Nordbrücke), в обиходе мост называют этим именем и по сей день. 31 января 1964 года мост был переименован в честь первого президента ФРГ Теодора Хойса.

## История
В 1952 году городское бюро по планированию Дюссельдорфа поручило группе инженеров под руководством Фрица Леонхардта разработать проект моста. По архитектурным требованиям был выбран проект моста вантовой системы типа «арфа». 
Строительство моста было начато в 1954 году. Работы производила компания Hein, Lehmann & Co. Монтаж пролетного строения производился с двух берегов, причем береговые пролеты собирались на вспомогательных промежуточных опорах, число которых составляло 5 на правом и 2 на левом берегах. На левом берегу применялись укрупненные по длине блоки, подававшиеся плавучим краном. После сборки береговых пролетов собирались пилоны, а затем с помощью наклонных вант навешивались блоки основного руслового пролета, подававшиеся плавучим краном. К монтажу пролетного строения приступили в начале 1956 года, а окончен он был в декабре 1957 года. 19 декабря 1957 года мост был открыт для движения.

## Конструкция
Главное русло реки перекрыто трехпролётным неразрезным балочным стальным пролетным строением, усиленным вантовой системой, образованной из двух стальных пилонов и ряда наклонных параллельных стальных вантов. Схема разбивки на пролеты — 108,0 + 260,0 + 108,0 м. Общая длина моста составляет 1270,9 м. 
Несущими конструкциями балочного неразрезного пролетного строения приняты две сплошные двухстенчатые замкнутые коробки высотой 3,2 м с вертикальными стенками, расставленными на 1,6 м, и поясными листами. Коробки удалены друг от друга в поперечном сечении пролетного строения на 17,6 м (между осями) и связываются между собой ортотропной плитой проезжей части, образованной из стального листа и продольных коробчатых ребер, опирающихся на часто расположенные (через 1,8 м) поперечные сплошные балки, а через каждые 7,2 м — на сплошные поперечные диафрагмы. Плита состоит из отдельных блоков шириной от 5,2 до 5,6 м и длиной от 16,2 до 21,6 м. Эти блоки при укладке в проезжую часть пролетного строения объединялись заклепочными соединениями.
Пилоны моста стальные, образуются в поперечном направлении каждый из двух стоек высотой около 44 м, расставленных на 17,6 м и связанных по низу ригелем. Таким образом, поперек моста пилон представляет собой полурамную конструкцию; в продольном направлении стойки пилона качающиеся. Стальные наклонные верхние ванты, имеющие наибольшее сечение, образуются из 10 тросов диаметром 73 мм. Наименьшее сечение в составе 7 тросов диаметром 64 мм принято для нижних вантов.   
Для конструкций пролетного строения были применены малоуглеродистая сталь марки St37 и низколегированные стали повышенной прочности HSB50, FB50 и St52, а также стальные канаты и стальное литье.
Благодаря сильному выносу тротуарных консолей балки почти скрыты от зрителя, который фиксирует в первую очередь ярко освещенную солнцем узкую горизонтальную полосу, прикрывающую с фасада тротуарные выступы.
Мост предназначен для движения автотранспорта, велосипедистов и пешеходов. Проезжая часть включает в себя 4 полосы для движения автотранспорта. Общая ширина моста между перилами составляет 27,1 м (из них ширина проезжей части 15 м и два тротуара по 4,05 м). Покрытие проезжей части — асфальтобетон. Перильное ограждение металлическое простого рисунка.